# Siège de Bani Walid
Guerre civile libyenne
Batailles
- 1re Benghazi
- El Beïda
- Derna
- 1re Tripoli
- Misrata
- 1re Zaouïa
- Djebel Nefoussa (1re Dehiba
- 2e Dehiba
- Gharyan)
- 1re Brega
- 1re Ras Lanouf
- 1re Ben Jawad
- 2e Ras Lanouf
- 2e Brega
- 1re Ajdabiya
- 2e Benghazi
- 2e Ajdabiya
- 1re golfe de Syrte
- 3e Brega
- Al Jawf
- Front de Misrata (Zliten
- Tawarga
- 2e Zaouïa
- 4e Brega
- Fezzan
- Birak)
- 5e Brega
- 3e Zaouïa
- 2e Tripoli
- 2e Sebha
- 2e golfe de Syrte (Syrte)
- Offensive de Bani Walid (Tarhounah - Bani Walid)

- Intervention militaire de l’OTAN
- Opération Ellamy (Royaume-Uni)
- Opération Harmattan (France)
- Opération Odyssey Dawn (États-Unis)
- Opération Mobile (Canada)

La bataille de Bani Walid est une bataille de la guerre civile libyenne menée par les forces rebelles depuis le 8 septembre 2011, dans le but de prendre le contrôle de la ville Bani Walid.
Le 18 octobre, après six semaines de combat, le CNT contrôle entièrement Bani Walid.

## Frappes de l'OTAN
| Frappes de l'OTAN du 24 août au 14 septembre | Frappes de l'OTAN du 24 août au 14 septembre | Frappes de l'OTAN du 24 août au 14 septembre | Frappes de l'OTAN du 24 août au 14 septembre | Frappes de l'OTAN du 24 août au 14 septembre                                                               | Frappes de l'OTAN du 24 août au 14 septembre | Frappes de l'OTAN du 24 août au 14 septembre |
| Date                                         | Véhicules                                    | Tanks                                        | Missiles et lance-roquettes                  | Buildings                                                                                                  | Radar et Antennes                            |                                              |
| -------------------------------------------- | -------------------------------------------- | -------------------------------------------- | -------------------------------------------- | --- | -------------------------------------------- | -------------------------------------------- |
| 24 août                                      | 0                                            | 0                                            | 1 véhicule de support de missiles sol-air    | 0 | 0                                            |                                              |
| 27 août                                      | 0                                            | 0                                            | 0                                            | 1 Stockage d'approvisionnement militaire                                                                   | 0                                            |                                              |
| 29 août                                      | 0                                            | 0                                            | 0                                            | 2 nœuds de commande de contrôle 1 installations de stockage militaire                                      | 0                                            |                                              |
| 30 août                                      | 0                                            | 0                                            | 3 lance-missiles sol-air                     | 1 installations de stockage militaire 1 installation militaire de rocket multiple 1 installation militaire | 0                                            |                                              |
| 31 août                                      | 0                                            | 0                                            | 0                                            | 1 installation de stockage de munitions 1 nœuds de commande de contrôle                                    | 0                                            |                                              |
| 1er septembre                                | 1 véhicule armé                              | 0                                            | 0                                            | 1 installation de stockage de munitions                                                                    | 0                                            |                                              |
| 2 septembre                                  | 0                                            | 0                                            | 0                                            | 1 installation de stockage de véhicules militaires                                                         | 0                                            |                                              |
| 3 septembre                                  | 0                                            | 0                                            | 0                                            | 1 installation de stockage de munitions                                                                    | 0                                            |                                              |
| 8 septembre                                  | 0                                            | 0                                            | 0                                            | 1 installation de lance-missiles sol-air                                                                   | 0                                            |                                              |
| 9 septembre                                  | 1 véhicule armé                              | 0                                            | 0                                            | 0 | 0                                            |                                              |
| 10 septembre                                 | 2 véhicules armés                            | 1                                            | 1 lance-roquettes multiple                   | 0 | 0                                            |                                              |
| 14 septembre                                 | 2 véhicules armés                            | 0                                            | 0                                            | 0 | 0                                            |                                              |
| Total                                        | 6                                            | 1                                            | 5                                            | 13 | 0                                            |                                              |